# Анаклия
Ана́клия (груз. ანაკლია, абх. Акра) — село и приморский климатический курорт, без статуса города в Зугдидском муниципалитете Грузии (край Самегрело-Верхняя Сванетия), возле административной границы края с Абхазией. Расположен близ устья Ингури, соединён с селом Ганмухури 540-метровым мостом.
По данным переписи 2014 года в населённом пункте проживали 1331 человека.

## Этимология
По версии В. Е. Кварчия, название происходит от абх. акра «маяк», что позже переросло в мегрелизированное Анакрия, а затем в Анаклия.
По другой версии, Акра, через грузинское посредство, восходит к греч. ἄκρον «мыс» и связано, вероятно, с Гераклеей[прояснить].

## История и достопримечательности
Селение Анаклия или Анакрия существовало с древнейших времен, однако в письменных источниках она засвидетельствована только с XVII века. Согласно Арканджело Ламберти (XVII в.), поселение в древности называлось Гераклеей. В XV—XVIII веках Анаклия — укреплённый порт Мегрельского княжества. С 1723 года — торговая фактория Османской империи, где велась оживлённая работорговля. В 1770 году порт отвоёван грузинскими и русскими войсками. 
В начале XIX века Анаклия стала яблоком раздора между Мегрелией и Абхазией. В 1802 г. город контролировался абхазским князем Келеш-беем Чачба, и числился как часть Самурзакани, наместника назначал также владетель Абхазии. В 1805 году русский генерал И. Рыкгоф отбил крепость в интересах мегрел, но после переговоров вновь вернул её Келеш-бею. Возможно, в 1841 году Анаклия вместе с современными Шамгоной, Коки и Пахлауани и были переданы Мегрелии.
В советское время здесь находился пункт базирования Черноморского флота.
В 2011 году планировалось предоставить Анаклии статус города.
Основная достопримечательность — разрушенная крепость начала XVIII века. На месте, из которого грузин увозили в рабство в Османскую империю, построен храм Грузинской православной церкви. В 2012 году был открыт «Мемориал жертвам геноцида черкесского народа».

## Легенда о городе
В давние времена в Зугдидском муниципалитете (Мегрелия) на черноморском побережье была пристань, откуда увозили грузин в рабство в Османскую империю.
Однажды у женщины по имени Анна пропал малолетний мальчик. В поисках дитя мать оббежала свою и соседние деревни. Кто-то сказал, что похожего по приметам мальчика видели на арбе, двигавшейся в сторону моря. Появилось самое тревожное опасение: ребёнка увозят в рабство турки и больше его никогда не увидит. Босиком, почти не останавливаясь, Анна пробежала до пристани несколько километров. Но не успела — пароход уже отчалил. Впавшая в отчаяние женщина стала громко кричать вслед кораблю, прося вернуть сына. В ответ доносились лишь пароходные гудки.
С тех пор Анна каждый день приходила к морю и часами криком кричала, взывая к сыну. Её надрывной голос разносил ветер по всей округе. Люди, слыша отчаянное рыдание женщины, говорили: «Ана ркианс». Дословный перевод с мегрельского языка: «Анна кричит». Так эта местность получила название «Анаркиа». На грузинском же языке буква «р» трансформировалась в «л» и зовется поселок «Анаклиа».

## Экономика
По мнению официального Тбилиси, крепости Анаклия грозило разрушение из-за располагавшихся на её территории с 1994 года российских миротворцев. В 2006 году российская база была выведена, а министерство культуры Грузии провело реставрационные работы.
Курортная зона Анаклии была спроектирована испанскими архитекторами, и, по заявлению тогдашнего президента Грузии Михаила Саакашвили, «через 2-3 года в Анаклии будет самый лучший курорт на Чёрном море. Кроме гостиничных комплексов, в Анаклии будет и яхт-клуб».
В 2010 году в Анаклии отдыхала молодёжь из Белоруссии и Молдавии.

#### Порт Анаклия
Близ населённого пункта планировалось строительство порта (проект Лазика), а также строительство завода по сжижению газа, инфраструктуры железнодорожных и автомобильных перевозок, грузового аэропорта (в 2024 году найден новый инвестор для строительства глубоководного порта Анаклия — China Communication Construction).
Наряду со строительством порта, планировалось развитие туристического потенциала Анаклии и расположенного в 100 км от него высокогорного районного центра Сванетии, круглогодичного лыжного курорта Местиа. 

Однако в 2013 году было принято решение построить глубоководный многофункциональный порт Анаклия, который сможет пропускать 110 миллионов тонн груза в год, в том числе суда типа «Панамакс» и «Постпанамакс» грузоподъёмностью 50—150 тыс. тонн. Глубина морского порта составляет 20,5 метров. Предусматривается сооружение 32 причалов общей длиной 12,3 км.
В районе населённого пункта Хорга на правом берегу реки Хобисцкали планируется строительство международного аэропорта.
Весной 2014 года администрацией т. н. Республики КаZантип было принято решение провести КаZантип 2014 года (Z-22) в этом местечке. Решение было с энтузиазмом воспринято местными органами власти, которые пообещали оказать всяческое содействие организаторам мероприятия, чего по факту не было сделано.

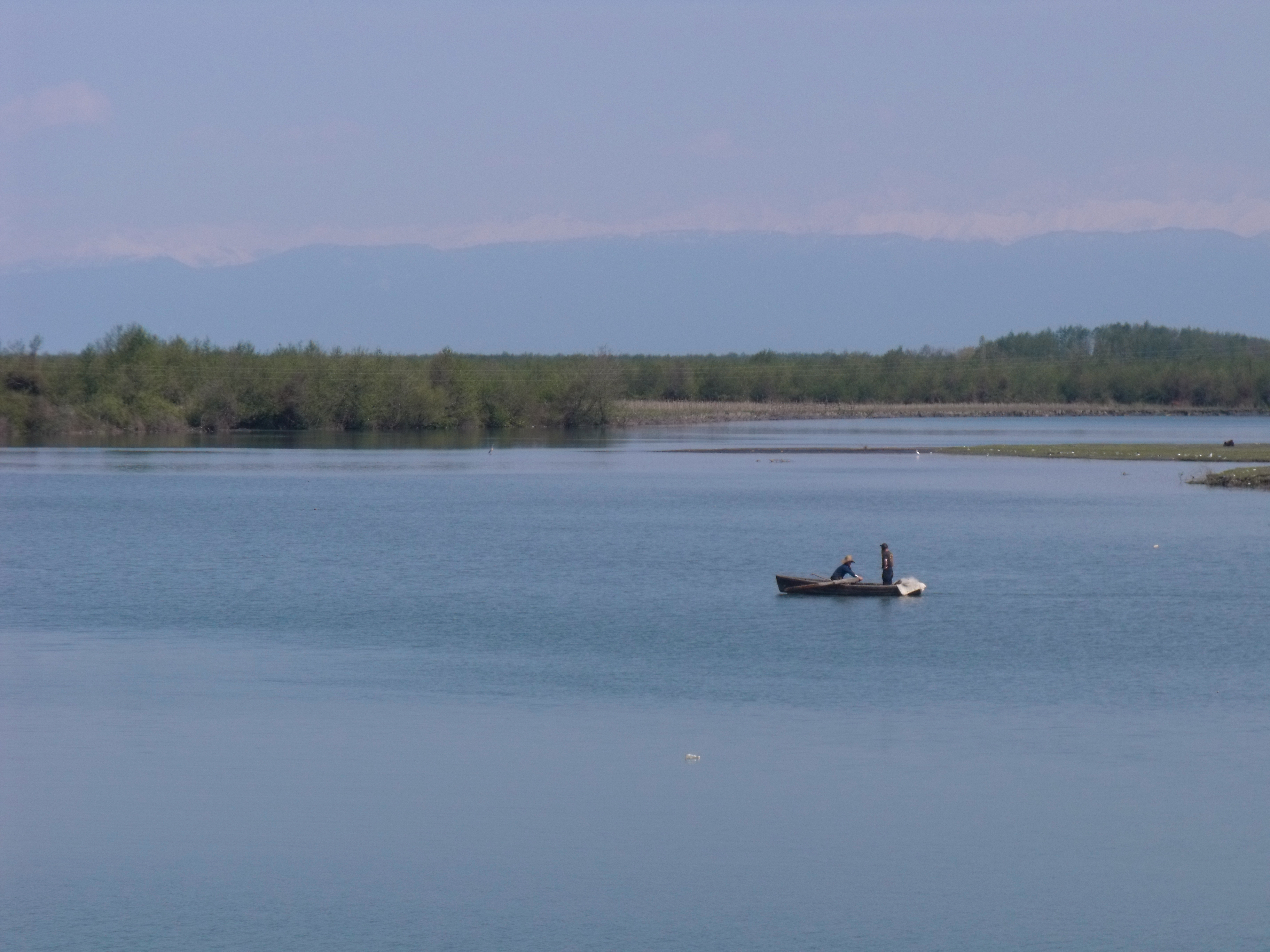
Река Ингури
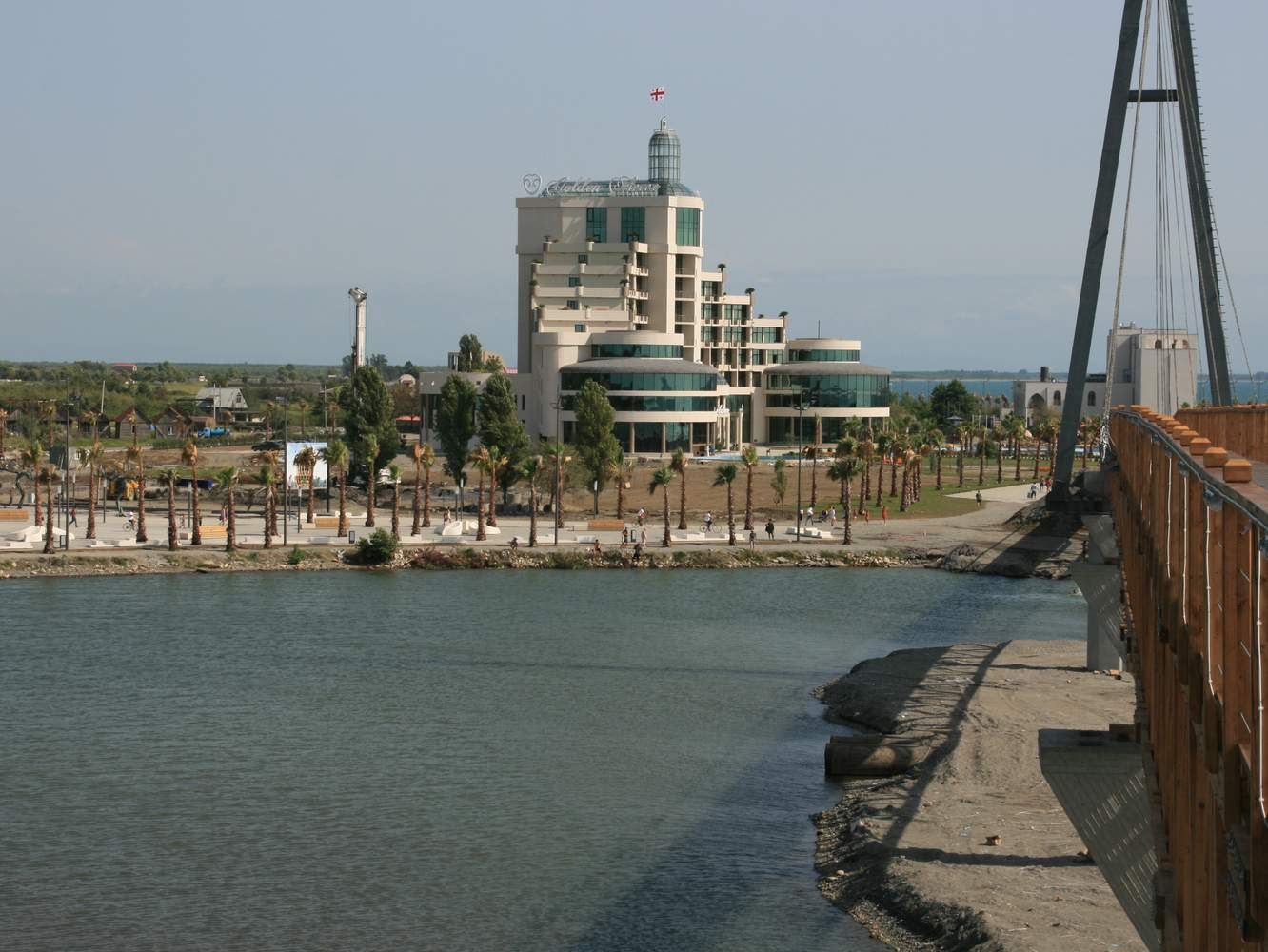
Гостиница
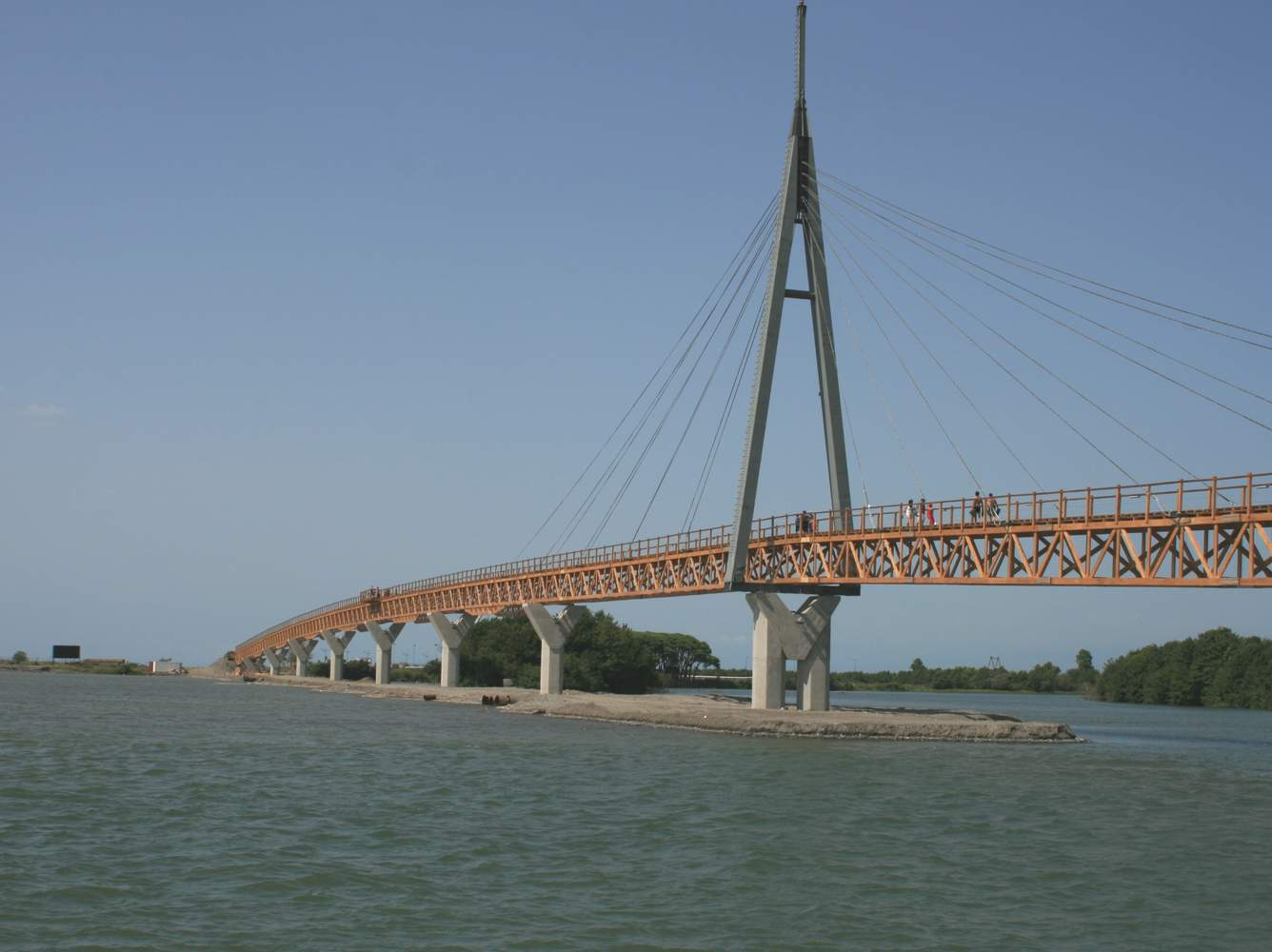
Деревянный мост через Ингури
Гостиница

## Топографические карты
- Лист карты K-37-60 Зугдиди. Масштаб: 1 : 100 000. Состояние местности на 1986 год. Издание 1987 г.